# Vanda coerulea
Die Orchidee Vanda coerulea ist eine epiphytisch wachsende Pflanze aus Südostasien.

## Beschreibung
Vanda coerulea wächst als monopodialer Epiphyt. Der Spross erreicht eine Länge von 5 bis 23 cm, nach anderen Angaben bis 80 oder 150 cm, bei 0,8 bis 1,5 cm Durchmesser. Die zweizeilig angeordneten, dick ledrigen Blätter sind 7,5 bis 26 cm lang und 1,3 bis 3 cm breit. Die Spitze ist asymmetrisch zweilappig.
Im Oktober bis November erscheinen ein bis drei Blütenstände jeweils aus einer Blattachsel. Die Blütenstandsachse ist 20 bis 60 cm lang, 6 bis 15 Blüten stehen in der leicht zickzackförmig wachsenden vorderen Hälfte. Die breit-ovalen Tragblätter sind etwa 1 cm groß. Blütenstiel und Fruchtknoten sind bläulich weiß und messen 4,5 bis 6 cm. Die nicht duftenden Blüten sind papierartig dünn, blau, sie öffnen sich weit, ihr Durchmesser beträgt 6 bis 9 cm. Die Sepalen sind breit umgekehrt-eiförmig, 3,5 bis 5 cm lang und 1,7 bis 3,5 cm breit, an der Basis für ein kurzes Stück abrupt verschmälert (genagelt). Die Petalen sind ähnlich geformt und etwa gleich groß wie die äußeren Blütenblätter, der Nagel ist etwas verdreht. Sepalen und Petalen sind durch dunklere Blattadern mit einem netzförmigen Muster überzogen. Die Lippe ist fleischig und besitzt an der Basis einen leicht konisch zulaufenden, stumpf endenden Sporn. Die Seitenlappen der dreilappigen Lippe stehen aufrecht und sind außen weiß mit gelben Punkten. Das Ende des Mittellappens ist abgeschnitten und leicht eingezogen. Auf der Lippe befinden sich drei längs verlaufende Kiele. Die Säule ist 0,4 bis 0,6 cm lang, mit weißem Staubblatt.
Die Chromosomenzahl beträgt 2n=38.

## Verbreitung
Vanda coerulea ist in Südostasien beheimatet, ihr Verbreitungsgebiet erstreckt sich über den Nordosten Indiens, den Süden der chinesischen Provinz Yunnan, Myanmar und den Norden Thailands. Sie kommt in Höhenlagen von 800 bis 1300, seltener auch bis 1700 Meter vor. Sie wächst als Epiphyt in lichten Baumkronen in offenen Wäldern und an Bäumen entlang von Flüssen.

## Systematik und botanische Geschichte
Vanda coerulea wurde 1837 von William Griffith in Indien gefunden und anhand eines Herbarexemplars von John Lindley 1850 beschrieben. Im selben Jahr schickte der Pflanzensammler Thomas Lobb lebende Pflanzen an die englische Gärtnerei Veitch and Sons.

## Verwendung

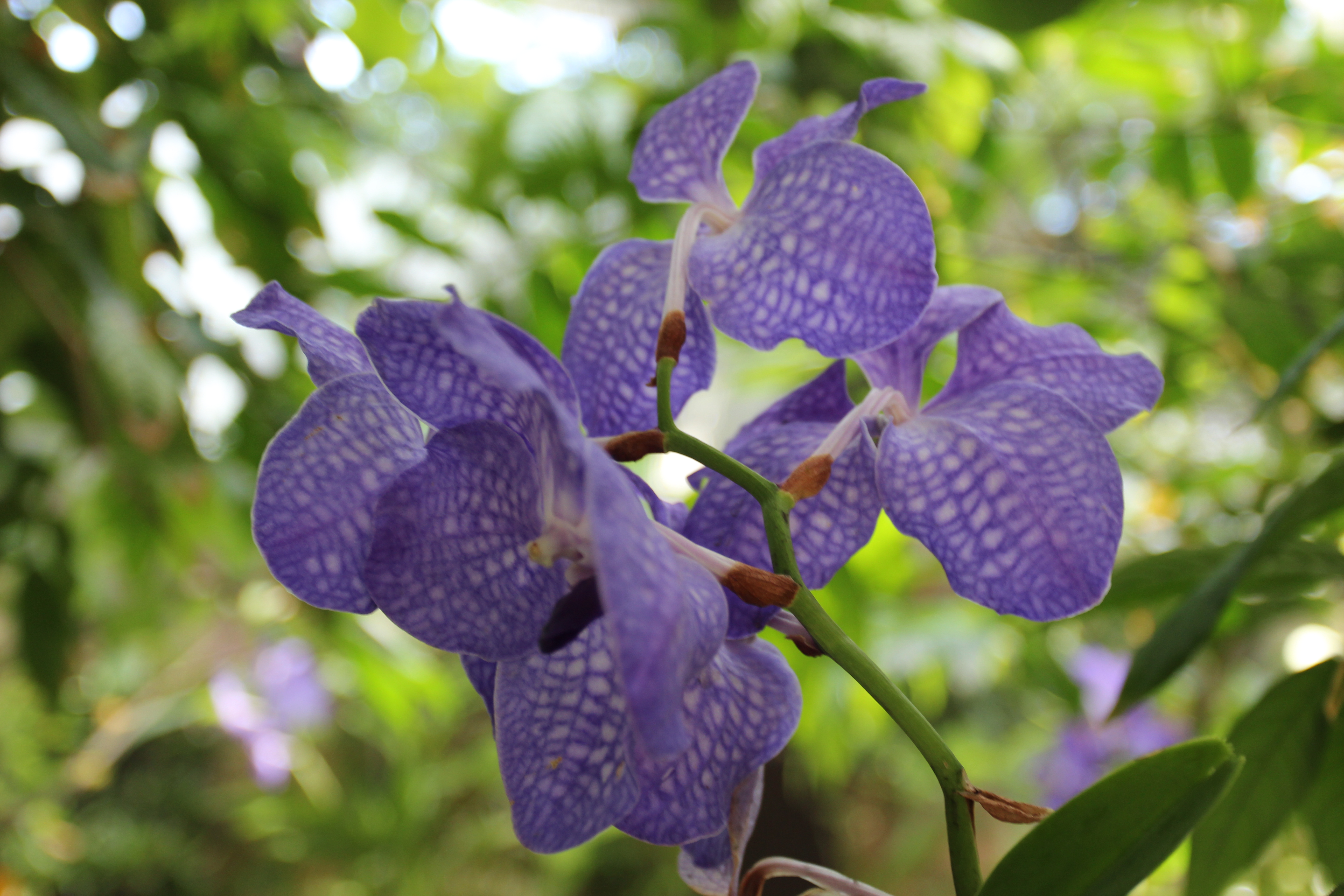
Vanda coerulea

Diese Orchidee wurde wegen ihrer großen und mit der seltenen Farbe Blau gefärbten Blüten zu einer beliebten Zierpflanze. Das massenhafte Sammeln wild lebender Pflanzen führte dazu, dass Vanda coerulea zeitweise im Anhang I des Washingtoner Artenschutzübereinkommens gelistet wurde. Wichtig war Vanda coerulea auch in der Züchtung, so ist sie ein Elternteil der „klassischen“ Hybride Vanda Rothschildiana und wurde hauptsächlich wegen ihrer Farbe in zahlreiche weitere Kreuzungen eingebracht.
In Kultur verlangt Vanda coerulea einen hellen Standort. Während der trockenen Ruhezeit kann die Temperatur bis auf 12 °C absinken.

## Belege
1. 1 2 3 4  
Alexandra Bell, Xinqi Chen: Vanda. In: Wu Zhengyi, Peter H. Raven (Hrsg.): Flora of China. Band 25. Missouri Botanical Garden Press, St. Louis 2009, S. 472 (efloras.org).
2. 1 2  
F. G. Brieger, R. Maatsch, K. Senghas (Hrsg.): Rudolf Schlechter: Die Orchideen. 3. Auflage. Band I/B. Paul Parey, 1992, ISBN 3-489-78622-X, S. 1217.
3. 1 2 3 4 5  
H. Bechtel, Ph. Cribb, E. Launert: Orchideenatlas. 3. Auflage. Ulmer, Stuttgart 1993, ISBN 3-8001-6199-0, S. 448–449.
4. ↑  
Jürgen Röth: Orchideen. VEB Deutscher Landwirtschaftsverlag, Berlin 1983, S. 319.